# The Sheepman
The Sheepman  (br. e pt.: O Irresistível Forasteiro) é um filme estadunidense de 1958, do gênero comédia western, dirigido por George Marshall. Roteiro de William Bowers e James Edward Grant

## Elenco
- Glenn Ford ....... Jason Sweet
- Shirley MacLaine ....... Dell Payton
- Leslie Nielsen ....... Coronel Stephen Bedford / Johnny Bledsoe
- Mickey Shaughnessy ....... Jumbo McCall
- Edgar Buchanan ....... Milt Masters
- Willis Bouchey ....... Frank Payton
- Pernell Roberts ....... Chocktaw Neal
- Slim Pickens ....... Delegado que vai pescar quando ocorrem problemas
- Robert 'Buzz' Henry ....... Red (como Buzz Henry)
- Pedro Gonzalez Gonzalez ....... Angelo
- Bob Reeves ... Homem na cidade (não creditado)[1]
- Franklyn Farnum ... Homem na cidade (não creditado)
- Tom London ... Homem na cidade (não creditado)
- Kermit Maynard	 ... Homem na cidade (não creditado)

## Sinopse
O jogador texano Jason Sweet ganha um rebanho de ovelhas no pôquer e resolve levá-lo de trem a um pasto nas proximidades de uma cidade do Oeste que conhecia. Já prevendo problemas com os criadores de gado bovino, Jason vai até a cidade antes que o trem chegue e desafia para uma briga pública o valentão Jumbo McCall e depois demonstra num bar sua rapidez no gatilho. O maior criador de gado da região o chama para intimidá-lo e impedir que traga as ovelhas. Quando os homens se encontram, Jason percebe que o rancheiro é na verdade seu antigo rival e pistoleiro Johnny Bledsoe, que engana a todos usando o nome de Coronel Stephen Bedford. Apesar de não se suportarem, ambos temem partir para um duelo mas, ao ver que Jason vai mesmo ficar, Sthephen tenta enganá-lo com a ajuda da noiva Dell. Mas a luta entre os dois será inevitável.

## Indicações a prêmios
- William Bowers e James Edward Grant foram indicados ao Óscar de Melhor Roteiro Original.

- Houve duas indicações ao BAFTA: Melhor Filme de Qualquer Origem e Melhor Ator Estrangeiro (Glenn Ford)